# Jasminka Alić
Jasminka Alić (Novo Mesto, 12 agosto 1965) è un'ex cestista jugoslava.

## Carriera
Con la Jugoslavia ha disputato i Campionati europei del 1985.